# Manducus maderensis
Manducus maderensis és una espècie de peix pertanyent a la família dels gonostomàtids.

## Descripció
- Pot arribar a fer 27,9 cm de llargària màxima.
- 11-13 radis tous a l'aleta dorsal i 36-41 a l'anal.
- Dors de color negre-marró amb els flancs platejats.
- Té una filera de fotòfors al llarg de la línia lateral.[6][7][8][9]

## Hàbitat
És un peix marí i batipelàgic que viu fins als 850 m de fondària (normalment, entre 400 i 800 durant el dia i a prop de la superfície durant la nit). Fa migracions verticals diàries.

## Distribució geogràfica
Es troba a l'Atlàntic oriental (el Senegal, Madeira, Cap Verd i l'Àfrica austral al voltant de 19°S, 5°W) i l'Atlàntic occidental (la costa oriental dels Estats Units, les Bahames, l'estret de Florida, el golf de Mèxic i el Brasil).

## Observacions
És inofensiu per als humans.